# Compaq Portable 386
 (septembre 2020).
Si vous disposez d'ouvrages ou d'articles de référence ou si vous connaissez des sites web de qualité traitant du thème abordé ici, merci de compléter l'article en donnant les références utiles à sa vérifiabilité et en les liant à la section « Notes et références ».
Le Compaq Portable 386 est un ordinateur commercialisé par Compaq Computer Corporation en 1987. Son prix public lors de sa sortie était de 12 000 - 14 000 $. 

## Caractéristiques
Ce modèle est équipé d'un processeur Intel 80386 à 20 MHz, 2 MB de RAM, 16 kB ROM 1.2 MB 5¼-inch disquette, disque dur 40 ou 100 MB, au prix de US $ 7,999 ou US $ 9,999, respectivement,, et un écran à plasma couleur 10" ambre. 
L'alimentation est fournie en utilisant une prise secteur, une batterie existe, mais ne stocke que la configuration du BIOS. Option pour Intel 80387 ( FPU ). Un boîtier d'extension pour deux logements de carte IBM-AT ISA est disponible. L'écran plasma intégré prend en charge les modes d'affichage MDA et CGA qui peuvent être contrôlés par le logiciel système ou par des cavaliers sur la carte système.
Sa mémoire RAM est extensible à 10 Mo via une carte d’extension 32 bits, ce qui permet également l'ajout d’un modem ou d’un port RS232 supplémentaire. La carte d'extension peut accepter des cartes d'extension de mémoire pour un total de 8 Mo supplémentaires à côté des quatre emplacements embarqués qui prennent en charge jusqu'à 2 Mo (4x512Ko) de SIMM.  
Le Portable 386 supporte un disque dur avec jusqu'à 504 Mo de capacité, qui peut être configuré par le disque Compaq SETUP (le BIOS n'est PAS enregistré directement sur ses EPROMs). 
Les premières versions du Compaq Portable 386 étaient vendues avec l'étui et les badges Compaq Portable III. 